# 안전벨트 현무암

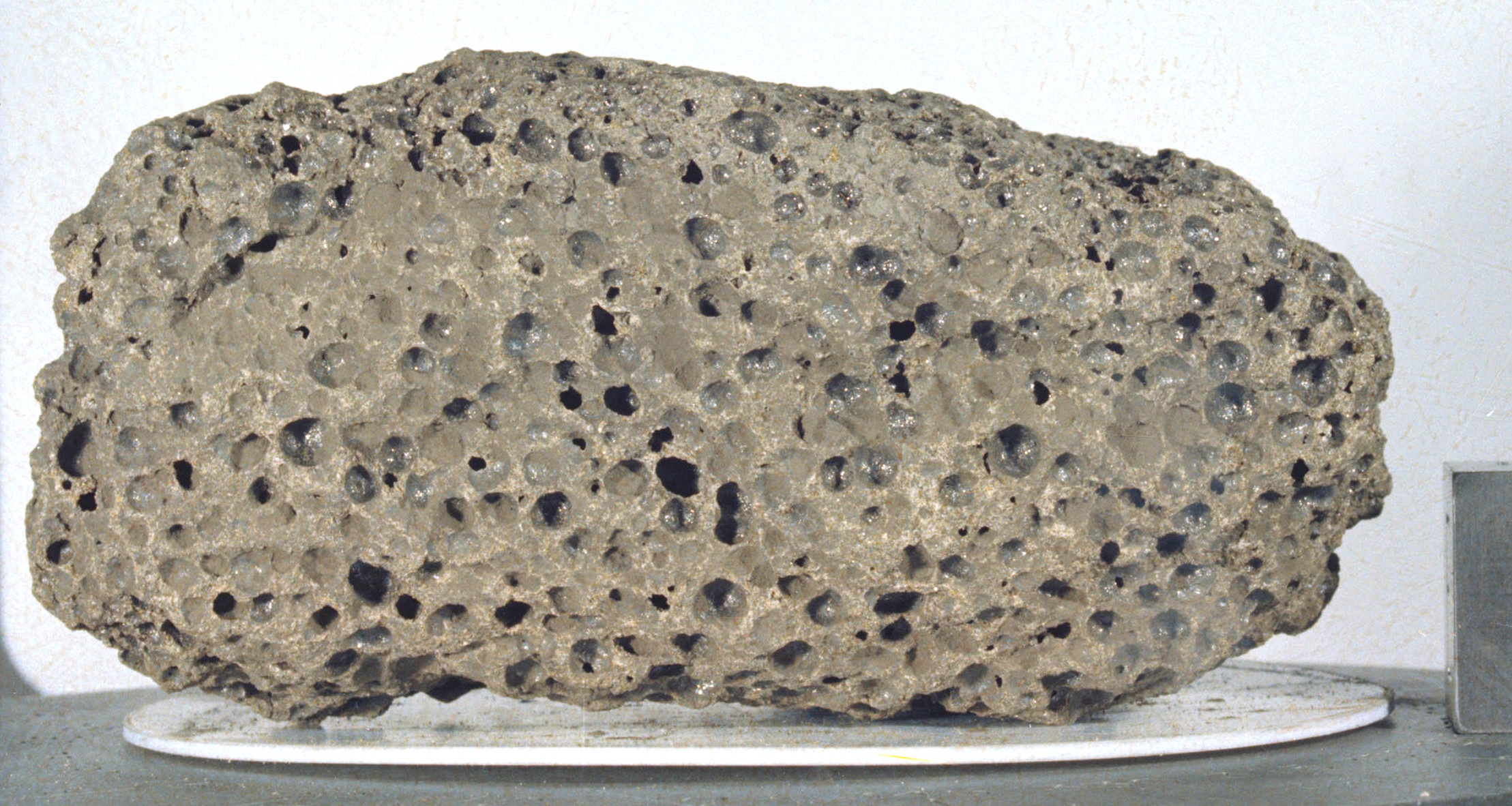
샘플 15016, 안전벨트 현무암의 모습

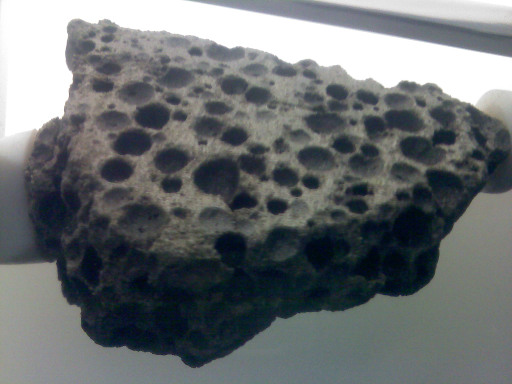
국립항공우주박물관에 전시된 현무암 조각의 모습

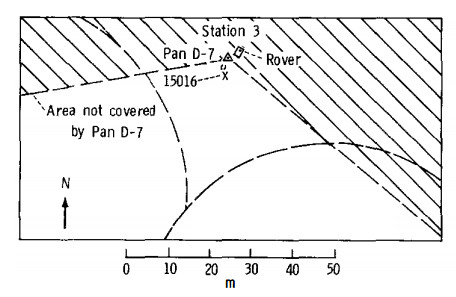
아폴로 15호 예비 과학 보고서에 나온 제3기지 평면도의 모습. X는 샘플 채취 위치, 5자리 숫자는 LRL 일련번호, 사각형은 월면차(점은 TV 카메라 위치), 검은 점은 큰 바위, 점선은 충돌구 경계선 혹은 지형적 특징이며 삼각형은 파노라마 관측소를 가리킨다.

달 샘플 15016 또는 안전벨트 현무암(Seatbelt Basalt)으로 알려진 샘플은 1971년 아폴로 15호가 달의 해들리-아펜니노 지역에서 수집한 월석이다. 이 암석은 0.923 kg의 기포가 있는 감람석 현무암이다.
임무 지휘관인 데이비드 스콧이 월면차를 운전하던 도중 달 표면에서 이를 발견하고 수거하기 위해 차량을 멈췄으나 임무 통제관에게는 안전벨트를 착용하기 위해 잠깐 멈췄다고 말했기 때문에 "안전벨트 현무암"이라고 명명되었다. 스콧은 임무 통제관이 시간 제약으로 샘플 수집을 위해 정차할 수 없다고 판단해 허가를 내주지 않을 것이라 생각하고 독단적으로 이를 채취했다고 말했다. 계획되지 않은 이 정차장은 나중에 지질학 제3기지로 지정되었으며 리슬링 충돌구에서 서쪽으로 약 125 m 떨어진 곳에 있다.
채취한 샘플은 직경 0.1 m에서 1 m 사이의 푹 꺼져 있는 침하 지형이 많은 충돌구에서 수집되었다. 샘플은 표면이 침식되어 매우 둥근 모양의 구멍이 많이 있는 현무암이다. 암상학적으로 샘플 15535 및 15536와 매우 유사하며 제9A기지의 월면차 갈퀴에서 채취된 샘플 여러 조각과도 유사하다.
안전벨트 현무암은 존슨 우주 센터의 달 샘플 연구 시설에 보관되어 있다. 이 중 일부는 미국 워싱턴 D.C.에 있는 국립항공우주박물관에 전시되어 있다.

## 모습
안전벨트 현무암은 매우 기공이 많으며 감람정방화가 되어 있는, 휘석이 반정으로 있는 현무암이자 휘석과 사장석이 반정으로 있는 감람석이다. 또한 암석에 타이타늄철석과 타이타늄첨정석 결정도 있다.

## 연대
암석의 우주선 노출 연대는 약 2억 5,800만년 전이다. 다른 연구에서는 3억 1,500만년 전이라 추정한다.
암석의 형성 연대는 루비듐-스트론튬 방사능 연대 측정 결과 32억 9천만년 전(오차 ±5천만년)으로 추정된다.

## 같이 보기
- 문서가 있는 바위 목록